# Facatativá
Facatativá es un municipio colombiano del departamento de Cundinamarca. Es la capital de la provincia de Sabana Occidente. Hace parte del área metropolitana de Bogotá, según el censo DANE de 2015. Se encuentra ubicado a 36 km de Bogotá, cerca de la carretera que de esta conduce a Medellín. Posee especies tanto de flora como de fauna ya extintas en otros lugares del Altiplano Cundiboyacense. Alberga a su vez el parque arqueológico de Facatativá.

## Toponimia

### Origen lingüístico[5]
- Familia lingüística: Chibcha
- Lengua: Muysccubun

### Significado
El significado más usual es «Cercado fuerte al final de la llanura».El topónimo «Facatativá» proviene del muysccubun (idioma muisca). Proviene de las raíces fac («afuera»), a (genitivo de posesión) y ta («labranza»). Sin embargo, la toponimia aceptada según las características que presenta el municipio deriva a la palabra de las raíces faca («cercado», «fortaleza», «mansión señorial») y tyba («capitanía»).
Otro posible acercamiento presenta los vocablos fa-ba "ahora", ca "lugar, fortaleza, propiedad", ta "dominio, labranza", tiva "compañero, jefe civil", ti "canto, alegría". Este vocablo representa el símbolo de la estrella del oriente y de igual manera la hora de madrugada; toda expresión acompañada del vocablo ca enuncia territorio sublimes asignados a grandes cacique.

### Origen / Motivación
El nombre de Facatativá se relaciona con Tocatativá, nombre de la región a la llegada de los conquistadores españoles, que con el paso del tiempo cambió a Facatativá. El lugar en tiempo prehispánicos fue residencia de los zipas y allí se encontraba la sede principal de su cacicazgo.
El lugar donde se ubicó inicialmente se encontraba en la falda del cerro Manjuy. Se dice que también existió un poblado en un sitio conocido como Cercado de los Zipas, donde hoy se encuentra el parque arqueológico Piedras del Tunjo.

### Nombres históricos
- Tocatativá (siglo XV)

## Historia

### Época precolombina
Se estima que hace unos 18 000 años llegaron los primeros habitantes a esta región. De acuerdo con los descubrimientos arqueológicos, esta época comprende tres grandes períodos de ocupación humana: el período Paleoindio, el Período Arcaico y el Período Herrera.

### Época Muisca
Facatativá se considera una ciudad precolombina, era un sitio de defensa, en esta base estratégica mantenían una fuerte guarnición para defender sus dominios de los belicosos panches. Estaba organizada en núcleos de población en Chueca, Tocatativá (Actual Vereda Pueblo Viejo), Teuta, Niumixaca, Niminxaca, Chisachasuca. 
Era sede principal o fortaleza de los Muiscas en la zona occidental de la Sabana; el Cercado de los Zipas, formado en torno a un grupo de gigantescas piedras que servían de morada y adoratorio, socavadas algunas por profundos túneles, desde cuya altura vigilaban la inmensa llanura.
Los territorios de Facatativá pertenecían a uno de los pocos estados plenamente establecidos en América anteriores a la llegada de los europeos en el Siglo XV. La Confederación muisca Este estado se dividía entre varias entidades subnacionales ( el Zipazgo de Bacatá, el Zacazgo de Hunza, el territorio sagrado de Iraca y el territorio sagrado de Tundama, además de un grupo de territorios autónomos.) El territorio pertenecía al Zipazgo de Bacatá y era uno de los principales centros religiosos de los Muiscas por las gigantescas piedras presentes en la planicie. Hay además una serie de túneles subterráneos que nacen en las cuevas y en las rocas. Se les atribuye un uso militar y para esconder oro.
Tisquesusa, dominada Funza, capital del Imperio, el Zipa Tisquesusa al conocer noticias de la invasión de extraños se refugió en el Cercado. Por noticias de un indio cautivo, Gonzalo Jiménez de Quesada llegó allí en su persecución el 15 de octubre de 1538. El Zipa fue muerto a manos del caporal de Ballesteros Alonso Domínguez Beltrán sin saber que se trataba del zipa, le atravesó el pecho con una espada y le quitó sus pertenencias. 
Al día siguiente, los servidores de Tisquesusa encontraron su cuerpo luego de ver gallinazos volando en el sector. Enseguida lo levantaron y lo sepultaron en un lugar desconocido. El parque de las Piedras del Tunjo podría ser el Cercado de Piedra donde Tisquesusa se refugió y en cuyas cercanías fue asesinado.
Furiosos por no haber hallado el tesoro de Tisquesusa, los españoles regresaron a Funza, y solo algunos días después se enteraron de que el zipa había muerto aquella noche. Ante la debilidad de Chiayzaque, cacique de Chía y legítimo sucesor de Tisquesusa, Zaquesazipa asumió el mando del zipazgo.

### Conquista española
El establecimiento de la ciudad en el sitio actual, intermedio entre el primitivo Tocatativa (Pueblo Viejo) y el Cercado, se supone ocurrida muchos años después de la Conquista. Rodríguez Freile cita como primer encomendero de Facatativa a Juan Fuertes, en 1540, de la tropa de Federman. Los verdaderos fundadores o civilizadores fueron los conquistadores españoles Alonso Olalla Herrera y Hernando de Alcocer, quienes llegaron al Nuevo Reino de Granada con Nicolás de Federman y transformaron en fundación el lugar asentado, con sólo llenar una serie de formalidades que se llamaron “Ritual de la Conquista“; por sus servicios se les otorgó la Encomienda de Facatativá a Alonso Olalla Herrera y la de  Bojacá a Hernando de Alcocer; ellos dieron apertura del camino que de Facatativá conducía a Honda, lo que hizo que las mulas reemplazaran a los indígenas empleados como cargadores de los españoles en estos viajes y Facatativá por el transporte permanente de envío de los tributos a la Corona Española
Facatativá por el transporte permanente de envío de los tributos al gobierno español, debían transitar por los Caminos Reales para evitar la subida por Pueblo Viejo, optaron la línea recta; estos sucesos ocurrieron entre 1561 y 1564. Flores de Ocáriz sitúa la fundación entre 1540 y 1543. En marzo de 1575 cuando la Real Audiencia tasó los indios Facatativeños para que cada uno pagara el tributo al encomendero, ejercía dicho cargo el andaluz Bujalence Antón o Antonio de Olalla.
Los frailes mandaron construir la capilla doctrinera en Pueblo Viejo (Tocatativá) cerca de las encomiendas, allí, los indígenas eran catequizados y les enseñaban, el idioma y nuevas técnicas agropecuarias. Después de la conquista las autoridades españolas dispusieron la reubicación de los núcleos de familias y comenzaron la fundación de pueblos de acuerdo a la legislación española. Hacia finales del siglo XVI, propiamente en 1595, había en lo que hoy es Facatativá y alrededores tres poblamientos aborígenes importantes: Facatativá (Pueblo Viejo, Tocatativá), hacia la parte alta, al occidente de la actual población; Chueca, hacia el oriente, pasando el puente de piedra hoy llamado de las Cuevas; y Niminxaca, hacia el llano, costado norte, más allá de Chueca, por el lado izquierdo estaba el de Tenequene, cerca al río de este nombre. En ellos vivían numerosos indios y en su contorno varios estancieros españoles.
El 3 de julio de 1600 el oidor Licenciado Diego Gómez de Mena, con el fin de construir, una nueva iglesia, mandó reunir a los habitantes de Chueca, los Niminxaca o Niumixaca, Pueblo Viejo (Tocatativá), Chisachasuca en el sitio llamado teuta (Actual Emplazamiento de Facatativá). En 1630 y 1632 para precisar los linderos de las estancias entre sí y con la tierra de los indios, se levantaron tres mapas de Facatativá y sus alrededores, que se encuentran en el Archivo Nacional. El 17 de junio de 1639 llegó de visita el oidor Gabriel de Carvajal, quien primeramente practicó vista de ojos a las tierras de resguardo y estancias de vecinos colindantes con el fin de reconocer los linderos y amparar a los indios en su posesión, que aquellos les estaban quitando.
Lo primero fue reconocer el resguardo de Facatativá y verificar sus linderos. Por entonces estaba terminando la iglesia el carpintero Baltasar Sánchez, quien de ella se había hecho cargo en julio de 1627. Pero como no la había acabado, le impuso una multa el 19 de junio de este año de 1639. En consecuencia, visto de que los indios no estaban poblados en Facatativá como los dejara el oidor Gómez de Mena, sino que andaban dispersos en sus viejos rancheríos, Carvajal procedió a re-poblarlos en el mismo lugar de Teuta mediante autos separados de fechas 21 y 22 de junio de 1639.El sitio del nuevo pueblo de Facatativá estuvo dentro del resguardo de Facatativá y el pueblo siguió como pueblo de indios hasta 1.852 cuando los indígenas vendieron parte de las tierras del resguardo. Hasta esta última fecha los indios tuvieron el usufructo de sus tierras (resguardos, amparos y demás tierras) pero no las pudieron vender.  
Desde los finales del siglo XVI, los españoles comenzaron a poblar el valle de Facatativá, algunos como estancieros, otros como negociantes y trabajadores. Facatativá es denominada por el encomendero Alonso de Olaya Herrera en 1583 como “La Puerta del Reino” por ser el lugar a través del cual accedía la civilización europea a la Sabana de Bogotá y es a partir de esta percepción que se generan las relaciones con el territorio circundante durante la colonia.

### Nuevo Reino de Granada
En tiempos del Nuevo Reino de Granada se abre el camino que de Santafé de Bogotá conducía a Honda. Facatativá, por su posición estratégica, toma gran importancia en el Nuevo Reino de Granada. En esta época, la extensión del resguardo indígena se incrementa al convertirse en un importante punto comercial entre la capital, el río Magdalena y la ciudad de Guaduas.
Sus cultivos de trigo abastecieron a Santa Fe; su comercio y su mercado semanal dieron notoriedad al pueblo. En 1772 es nombrado primer alcalde de Facatativá Juan Ignacio Calderón.
El 25 de mayo de 1781 José Antonio Galán se dirigió a Facatativá para detener a Juan Francisco Gutiérrez de Piñeros. Galán atacó, venció e hizo prisioneros a los hombres del virrey. Fueron los primeros disparos que se oyeron en el altiplano cundiboyacense contra los españoles. Galán regresó a Facatativá al día siguiente para liberar a los prisioneros. En ese momento llegaban por el occidente 25 arcabuceros que la Real Audiencia había enviado para la ayuda de los vencidos. Galán salió a su encuentro y obtuvo un segundo triunfo. En 1783 pasó el sabio José Celestino Mutis, Director de la Expedición Botánica. 
El 30 de mayo, partió para Guaduas, dejando una nueva administración política en Facatativá. El 2 de febrero de 1782 es hecho prisionero y ejecutado en Santafé. Su cabeza fue exhibida en la plaza principal de Facatativá.
Un ejército de 80 hombres, entre los cuales aparece Mariano Grillo como teniente de una de las Compañías, y el teniente Tomás Acosta (nacido en Facatativá en 1781), parten para Bogotá y proceden a combatir en Cáqueza y en los llanos del Casanare.
En 1795 don Antonio Nariño , pasó por Facatativá sentenciado por el Virrey José de Ezpeleta, a diez años de cautiverio en África.

### SigloXIX
El 9 de mayo de 1830 Simón Bolívar pasa por última vez por Facatativá. 
En 1851 se establece el primer servicio de ómnibus de Colombia entre Facatativá y Bogotá. En 1856 se erige la parroquia de Facatativá. El 1 de noviembre de 1865 se emite desde Facatativá el primer mensaje telegráfico. Dicho mensaje estaba dirigido al presidente Manuel Murillo Toro. El mismo año, se vota en Facatativá la quinta Constitución de Cundinamarca. Las maquinarias de la imprenta expropiada El Tradicionalista son repartidas entre Facatativá, Zipaquirá y La Mesa.

### SiglosXXyXXI
El 1 de marzo de 1902 Facatativá es designada capital del departamento de Cundinamarca. En 1906 se crean las Escuela Normal de Instructores y la Escuela de Bellas Artes. En 1908 nace en Facatativá la precursora de movimiento feminista en Colombia, Lucila Rubio Angulo. El mismo año la ciudad se convierte en capital del recién creado departamento de Facatativá. En 1909 parte el primer tren de la vía férrea hacia Bogotá.
En 1926 aterriza Camilo Daza, pionero de la aviación colombiana. En 1932 aparece el periódico El Pueblo. En 1933 se inaugura la plaza las Ferias. En 1934 se fundan los periódicos La Razón y El Proscenio. En 1936 el Gobierno Nacional compra el lugar donde se encuentra el Parque Arqueológico de Facatativá. En 1944 se funda La Escuela de Transmisiones del Ejército. En 1948 por primera vez en Colombia es nombrada una mujer como juez penal.
En 1962 se crea la diócesis de Facatativá. En 1975 se adoptan el escudo y la bandera. En 1982 e inaugura el tramo de la Autopista Medellín entre Fontibón y Facatativá.
En 2017 se estrella un avión militar en el cerro Manjuy. Ocho personas mueren.

### Paro Nacional 2021
Las protestas iniciaron desde el 28 de abril de 2021, y fueron convocadas por el denominado Comité Nacional de Paro, conformado por sindicatos y centrales obreras que había convocado las protestas en Colombia de 2019-2020, a las cuales se han sumado otros sectores sociales. Las protestas se han presentado en diferentes ciudades, municipios y vías del país. Facatativá siendo atravesada por una de las principales arterias viales del país ha sido protagonista junto con el vecino municipio de Madrid como actores principales del paro en la Sabana de Bogotá. Las protestas se han caracterizado por su realización mayormente pacífica, sin embargo debido al uso exagerado de fuerza por parte de la Policía Nacional y el ESMAD varios protestantes se han visto obligados a utilizar la violencia. 
En el municipio de Facatativá en el marco del paro nacional la principal forma de protesta que ha sido convocada ha sido el bloqueo de la Vía a Medellín la cual es una de las principales arterias viales a la capital. Estos bloqueos se han realizado a la altura del barrio Villa Alba (Entrada a la principal área urbana de Facatativá) y a la altura del barrio de Cartagenita, en la glorieta que conecta los municipios de Madrid, Zipacón y Facatativá estos por medio de barricadas a base piedras palos, clavos y fogatas, de igual manera las vías han sido bloqueadas por gremios de camioneros y transportadores que han decidido salir a marchar junto a los protestantes.
El día Primero de Mayo en el tercer día del paro y en conjunto con la rememoración del Día del Trabajo salió a las calles gran cantidad de jóvenes, organizaciones sindicales y de trabajadores que en medio de las marchas derribaron el puente peatonal del barrio Villa Alba, el cual se encontraba en estado de ruina desde hace varios años y el cual la alcaldía municipal no había ni derribado ni rehabilitado. Esa misma noche en el municipio de Madrid murió el joven Facatativeño Brayan Niño por un disparo de lata de gas lacrimógeno desde tanqueta del ESMAD, un oficial fue detenido por este hecho. La muerte del joven reavivó las protestas tanto en Madrid como en Facatativá lo que hizo que se escalará hasta la violencia, principalmente por parte de las fuerzas del orden. 
El día 28 de mayo tras cumplirse exactamente un mes desde el inicio del paro nacional en las horas de la tarde se mantenía un bloqueo a la altura del barrio de Cartagenita, al momento en que la policía intento despejar la manifestación sin la participación del ESMAD, los protestantes lanzaron bombas molotov a la Subestación de Policía de Cartagenita, la cual terminaría incinerada, en esta había varios uniformados los cuales pudieron escapar de la misma ilesos.
El día 30 de mayo en horas de la noche, manifestantes prendieron fuego al palacio de justicia del municipio y a la sede de la secretaría de la alcaldía y Sisben municipal donde se almacenaban vacunas de Covid-19, posteriormente el ejército tuvo que intervenir en ambas situaciones y rescatar las vacunas. El día 7 de junio se registró que circulan panfletos en el municipio a nombre del grupo Águilas Negras donde amenazan de muerte a los representantes del paro, jóvenes de primera línea y demás involucrados en las protestas.

## Geografía
Facatativá se encuentra en el extremo occidental de la sabana de Bogotá, a 36 km de Bogotá, cerrándose en dos ramificaciones de la Cordillera Oriental, constituidas por los cerros Aserraderos y Santa Helena, de los cuales uno sigue la dirección de occidente-oriente, formando el cerro de Manjuy (mayor elevación del municipio) y el otro de sur-norte formando los cerros de Churrasi, Piedrecitas, entre otros, para terminar en el punto de la vuelta del cerro, en el camino que conduce a Subachoque y Zipaquirá. 
Dentro de su geografía se destacan el Alto de la Tribuna, con una altura aproximada de 3.000 m s. n. m., ubicado al occidente de la vía Albán; el Alto de las Cruces con 2.700 m s. n. m., ubicado al sur de la vía Anolaima por el Camino Real; el cerro Manjuy, con 3200 m s. n. m.; caminos reales de Zipacón, Anolaima al Gualivá (Sasaima); el sendero de la vereda Mancilla, la Selva San Rafael, el Camino Antiguo Ferrocarril Mancilla El Dintel, las reservas naturales en la Vereda La Selva, entre otros.
Tiene un área de 15.800 ha, de las cuales 623 conforman el casco urbano. El territorio en que se acentúa actualmente, al igual que la mayor parte del Altiplano Cundiboyacense, formó parte de una gran extensión hídrica; dato del que da evidencia la presencia de aguas subterráneas y de humedales.
Es característico dentro de una porción del territorio facatativeño, la presencia de la formación geológica conocida con el nombre de Tibaitatá que presenta como materiales característicos arcillolitas y limolitas intercaladas con areniscas. Esta evolución y naturaleza geológica permiten la explotación aunque no generalizada y con limitantes de algunos chircales y areniscas, utilizadas como materiales de construcción.

### Hidrográfía
El municipio se encuentra regado por una red hidrográfica de la que sobresale la principal arteria fluvial determinada por el río Los Andes (también conocido como Botello o Tenequene) cuyo nacimiento se halla al sur-occidente de la cabecera municipal, y desemboca en el río Bojacá. Entre sus afluentes están el río Pava y la Quebrada El Vino.
Cuenta con otras corrientes de menor tamaño que han sido sometidas a campañas de des-contaminación en los últimos años.
La ciudad cuenta con más de diez humedales; entre los cuales destacan Las Tinguas, La Guapucha, Villa Nueva, El Desecho y Piedras del Tunjo, La Fleishman, Los Micos, San Rafael, Las Cuevas y Cañadas, Covarachía, Manantial, Gatillo (artificial), Corito y El Vino.
En años recientes se han realizado campañas para la limpieza y reforestación de las áreas que ocupan los humedales, puesto que el crecimiento de la población ha generado contaminación e incluso la desaparición de algunos.

### Sistema montañoso

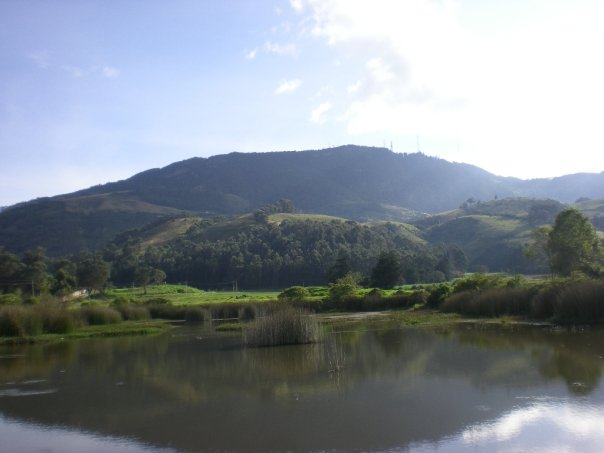
Cerro de Manjuy. Vista Sur-Norte.

Al encontrarse en uno de los extremos del altiplano, Facatativá no solo es una ciudad de planicie, sino que en sus bordes sur y occidental presenta una serie de ondulaciones. En ellos se ubican los puntos en que nacen los ríos y arroyos que bañan esta tierra. Algunos son ricos en flora y fauna, presentan ecosistemas propios del páramo aun sin casi ninguna intervención del hombre.
Los cerros del borde sur se encuentran poblados (su parte oriental forma parte de la zona urbana o esta en el plan de desarrollo territorial). Son conocidos por haber sido el primer asentamiento humano en Facatativá. Además, en ellos se presenta el punto más alto de la ciudad en el cerro de Manjuy (a 3200 m s. n. m.). 
Estos forman una pequeña cordillera que va de occidente a oriente, y separan al municipio de sus pares del sur. La mayor parte de los cerros está destinada a la agricultura, la ganadería y la minería.
Los cerros del borde occidental llevan una dirección de sur-norte, sin embargo, sus alturas más relevantes se encuentran en el extremo sur, ubicación en la cual nacen los ríos que suministran el agua potable a la población, presentan un clima de páramo y un paisaje de bosques de niebla. Estos cerros, en su mayoría, se encuentran protegidos, no solo por el nacimiento de las aguas, sino por su gran variedad en flora y fauna que en ocasiones llega a ser única. Por decreto municipal, se prohíbe en ellos, la construcción, la minería, la agricultura, la ganadería, la tala de árboles y la caza.
Presentan una serie de caminos reales que conducen a los pueblos aledaños siendo lugares altamente turísticos por sus condiciones particulares.
Este cerro, se encuentra fuera de la pequeñas cordilleras, está rodeado por las planicies de la sabana, tiene una altura de 2939 msmn y presenta un paisaje de semipáramo. Nacen allí, algunos arroyos que en su mayoría riegan las tierras del norte facatativeño. Hoy, se encuentra en discusión su utilización para fines humanos o su conservación en estado natural, dado que, se encuentra protegido a partir de los 2800 metros.

### Límites Municipales
| Noroeste: San Francisco La Vega | Norte: El Rosal | Nordeste: Madrid |
| Oeste: Sasaima                  |                 | Este: Madrid     |
| Suroeste: Albán Anolaima        | Sur: Zipacón    | Sureste: Bojacá  |

## Demografía
Facatativá se ha caracterizado por ser una de las ciudades más grandes de Cundinamarca, esto se debía a la importancia estratégica de Facatativá a medio camino entre la capital y la ciudad puerto de Honda que era la conexión fluvial de Bogotá con el mar Caribe, y que durante los siglos XVI - XVII - XVIII - XIX Fue la ruta de comercio más importante del país. En años recientes este incremento poblacional se ha visto directamente influido por la presión demográfica ejercida por Bogotá haciendo que la población se duplicara en menos de 40 años. Aproximadamente el 5% (6.500 personas aprox.) de la población es de origen migrante, principalmente del vecino país Venezuela.

### Etnografía
| Etnografía de Facatativá | Etnografía de Facatativá | Etnografía de Facatativá | Etnografía de Facatativá | Etnografía de Facatativá |
| ------------------------ | ------------------------ | ------------------------ | ------------------------ | ------------------------ |
| Etnia                    | Etnia                    |                          | Porcentaje               | Porcentaje               |
| Mestizos                 | Mestizos                 |                          | 52,5 %                   | 52,5 %                   |
| Blancos                  | Blancos                  |                          | 46,1 %                   | 46,1 %                   |
| Indígenas                | Indígenas                |                          | 0,5 %                    | 0,5 %                    |
| Afrodescendientes        | Afrodescendientes        |                          | 1,5 %                    | 1,5 %                    |
| Rom                      | Rom                      |                          | 0,01 %                   | 0,01 %                   |

Facatativá de original población indígena fue un pueblo de indígenas libres los primeros años del virreinato Español en América, mas esta población indígena se vio reducida drásticamente debido a varias epidemias de viruela que azotaron la ciudad en los siglos XVI y XVII. De ahí que la población blanca de la ciudad fuera mayor que la indígena durante los siguientes años de la misma y que finalmente predominaran los mestizos en la ciudad, de origen principalmente blanco con la mínima población indígena que sobrevivió a las epidemias.
A Facatativá llegaron inmigrantes principalmente de España durante el período de la colonia y posteriormente en la república; durante los siglos XIX y XX llegarían más inmigrantes españoles y en menor medida italianos, franceses (como el Padre Michel Jeanne, quien se dedicó a la comunidad de Cartagenita construyó el templo de Nuestra Señora del Carmen, en 1997 llegó a Manablanca y mandó construir el templo de Jesús de Nazaret) y "turcos" que eran árabes libaneses principalmente (la mayoría de fe cristiana y algunos de fe musulmana).

## Clima
Por su altitud, Facatativá presenta un clima ecuatorial de montaña Csbi, que tiene como temperatura media anual los 13 °C. Sin embargo, presenta dos épocas de "heladas", la primera desde diciembre hasta marzo y la segunda en julio y agosto; en estos dos periodos se presenta durante el día una temperatura de hasta 22 °C, pero en la noche una temperatura media de 0 °C, a excepción de los meses de diciembre y enero, cuando la temperatura nocturna promedio es de -3 °C.
El clima de la ciudad se caracteriza por lluvia abundante, aunque usualmente, durante los meses de mayo, junio, julio y agosto, se presenta la temporada seca, así mismo de manera esporádica a lo largo del año se presentan granizadas, principalmente en áreas rurales de mayor altitud.
| Parámetros climáticos promedio de Facatativá (1971-2000)                     | Parámetros climáticos promedio de Facatativá (1971-2000) | Parámetros climáticos promedio de Facatativá (1971-2000) | Parámetros climáticos promedio de Facatativá (1971-2000) | Parámetros climáticos promedio de Facatativá (1971-2000) | Parámetros climáticos promedio de Facatativá (1971-2000) | Parámetros climáticos promedio de Facatativá (1971-2000) | Parámetros climáticos promedio de Facatativá (1971-2000) | Parámetros climáticos promedio de Facatativá (1971-2000) | Parámetros climáticos promedio de Facatativá (1971-2000) | Parámetros climáticos promedio de Facatativá (1971-2000) | Parámetros climáticos promedio de Facatativá (1971-2000) | Parámetros climáticos promedio de Facatativá (1971-2000) | Parámetros climáticos promedio de Facatativá (1971-2000) |
| Mes                                                                          | Ene.                                                     | Feb.                                                     | Mar.                                                     | Abr.                                                     | May.                                                     | Jun.                                                     | Jul.                                                     | Ago.                                                     | Sep.                                                     | Oct.                                                     | Nov.                                                     | Dic.                                                     | Anual                                                    |
| ---------------------------------------------------------------------------- | -------------------------------------------------------- | -------------------------------------------------------- | -------------------------------------------------------- | -------------------------------------------------------- | -------------------------------------------------------- | -------------------------------------------------------- | -------------------------------------------------------- | -------------------------------------------------------- | -------------------------------------------------------- | -------------------------------------------------------- | -------------------------------------------------------- | -------------------------------------------------------- | -------------------------------------------------------- |
| Temp. máx. media (°C)                                                        | 19.8                                                     | 19.9                                                     | 19.8                                                     | 19.5                                                     | 19.2                                                     | 18.7                                                     | 18.2                                                     | 18.6                                                     | 19.0                                                     | 19.1                                                     | 19.3                                                     | 19.5                                                     | 19.2                                                     |
| Temp. media (°C)                                                             | 13.0                                                     | 13.4                                                     | 13.8                                                     | 14.0                                                     | 14.0                                                     | 13.8                                                     | 13.3                                                     | 13.3                                                     | 13.3                                                     | 13.4                                                     | 13.4                                                     | 13.1                                                     | 13.1                                                     |
| Temp. mín. media (°C)                                                        | −3.0                                                     | −6.4                                                     | −3.2                                                     | 0.0                                                      | 0.7                                                      | 1.0                                                      | 0.4                                                      | -1.5                                                     | -0.2                                                     | 0.5                                                      | -3.0                                                     | −6.0                                                     | -6.4                                                     |
| Precipitación total (mm)                                                     | 29                                                       | 44                                                       | 66                                                       | 101                                                      | 93                                                       | 54                                                       | 43                                                       | 46                                                       | 72                                                       | 106                                                      | 90                                                       | 52                                                       | 796                                                      |
| Días de precipitaciones (≥ )                                                 | 8                                                        | 11                                                       | 14                                                       | 18                                                       | 20                                                       | 18                                                       | 17                                                       | 16                                                       | 16                                                       | 18                                                       | 17                                                       | 12                                                       | 185                                                      |
| Horas de sol                                                                 | 187                                                      | 150                                                      | 144                                                      | 110                                                      | 112                                                      | 112                                                      | 137                                                      | 138                                                      | 121                                                      | 121                                                      | 132                                                      | 166                                                      | 1629                                                     |
| Humedad relativa (%)                                                         | 79                                                       | 80                                                       | 81                                                       | 82                                                       | 81                                                       | 79                                                       | 77                                                       | 77                                                       | 79                                                       | 82                                                       | 83                                                       | 81                                                       | 80                                                       |
| Fuente: Instituto de Hidrología, Meteorología y Estudios Ambientales (IDEAM) |                                                          |                                                          |                                                          |                                                          |                                                          |                                                          |                                                          |                                                          |                                                          |                                                          |                                                          |                                                          |                                                          |

## Estructura administrativa municipal
En Facatativá el gobierno está encabezado por el alcalde y 17 concejales. Estos 18 miembros son elegidos democráticamente por un periodo de cuatro años. A estos se suma que, cada barrio y vereda tiene derecho a escoger una junta de acción comunal de manera popular por un periodo de dos años.

## División Político-Administrativa
Aparte de su Cabecera municipal. Facatativá tiene bajo su jurisdicción los centros poblados:
- Alto de Córdoba
- La Yerbabuena
- Los Andes
- Los Arrayanes
- Los Manzanos
- Los Robles
- Paso Ancho
- Pueblo Viejo
- Sagrado Corazón
- San Isidro
- San José
- San Rafael Bajo
- Santa Marta - La Esperanza
- Tierra Grata (El Cruce)
- Tierra Grata Alta
- Villa Myriam

## Distribución Urbanística-Industrial
La zona urbana de se divide en dos comunas, una semicomuna y más de cien barrios. Todos están incluidos en seis grandes zonas para su administración, estas zonas son determinadas por características sociales que poseen en común los barrios o comunas aglutinados en ellas. Estas zonas son: Zona de Occidente, Zona Borde Sur, Zona Periferia Urbana (sur-occidente o comunas), Grandes Zonas Verdes (Noroccidente), Zona Centro y Zona Residencial Tradicional (también al centro).
Está conformada únicamente por dos barrios (Centro y Chapinero), es el principal centro político, administrativo, financiero y comercial de la ciudad.

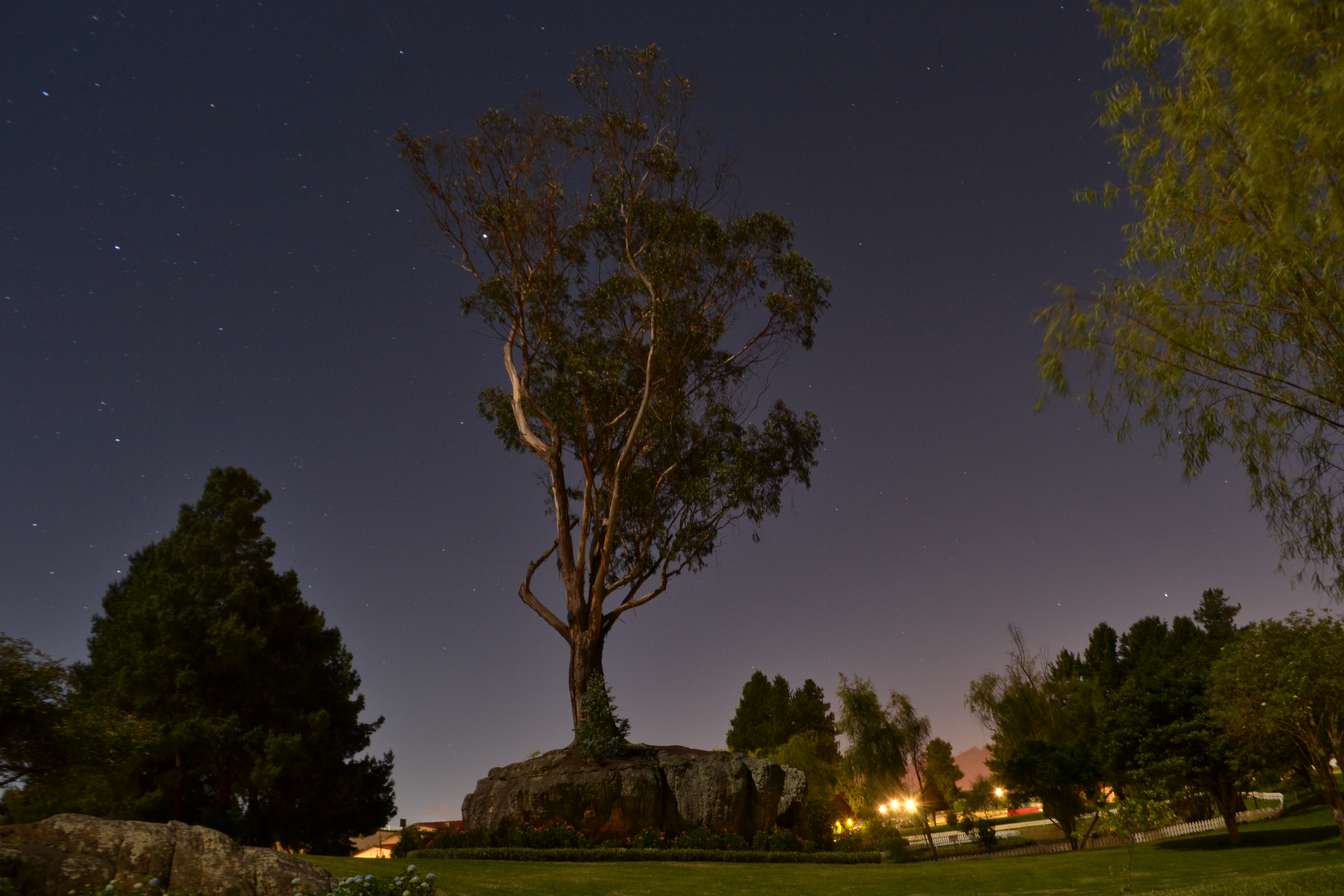
Naturaleza urbana de Facatativá

Ubicada al sur-occidente, no tiene continuación por la carretera que conduce a Bogotá, pero sí por la parte sur de los cerros. Está constituida por dos grandes comunas (Cartagenita y Manablanca) que a la vez se dividen en diversos barrios. Mantuvo nomenclatura diferente a la del resto de la ciudad durante varios años, y aunque, hoy estas se encuentran unificadas, sus habitantes poco la usan; hoy aún mantiene el servicio de acueducto y alcantarillado junto a la recolección de basuras en un sistema independiente. Presenta un alto porcentaje de industrias.
Después de la Zona de la Periferia, la occidental es la más industrializada y ha sido un punto de crecimiento en los últimos años.
La zona sur es la más pobre y una de las más tradicionales. Se caracteriza por su difícil acceso y su ubicación cruzando la vía férrea.
El nombre de las Grandes Zonas Verdes se debe a la gran cantidad de áreas verdes que en ella se sitúan, entre ellas El parque Cercado de los Zipas. Es la zona más grande, está conformada por una semicomuna, el Batallón de Telecomunicaciones del Ejército Colombiano, el cementerio y otros.
La zona residencial tradicional, junto con la zona occidental residen los habitantes de más alta clase social de Facatativá. Se caracteriza por tener el terminal, la mayor parte de los colegios, parques y un área con los centros comerciales más importantes.

## Símbolos
Los proyectos de escudo y bandera fueron aprobados por la academia colombiana de historia en su sesión ordinaria del 3 de septiembre de 1974.

### Escudo, bandera e himno
El escudo tiene forma española, medio partido y cortado, ostenta por timbre una corona murada y por divisa en su parte inferior en una cinta el nombre de la ciudad de Facatativá. En el cuartel diestro la cabeza de un indio en su color natural. En el cuartel siniestro un casco en plata, con penachos en oro y gules, sobrepuesto a dos lanzas en plata. En el campo inferior el cercado de los Zipas bajo un cielo azul. Por un lado, el escudo intenta mostrar la riqueza histórica de Facatativá; el indígena detalla la época precolombina, mientras que el casco la cultura española que trascendió no solo en el lugar sino en toda Hispanoamérica. Por otro lado, hace alarde de la cualidad más representativa de la ciudad, sus enormes piedras, mostrándolas en un nivel principal y a la vez, con la tradición que tuvieron de fortaleza; en la piedra en la parte inferior y la corona murada, respectivamente.El escudo también detalla los colores de la bandera, verde y rojo, usándolos como fondo en los cuarteles superiores.
La bandera consta de un pendón de tres franjas verticales de igual dimensión, gules (roja) la del centro y sinople (verde) las de los extremos. La proporción debe ser siempre de dos tantos de ancho por tres tantos de larga, cualquiera que sea su tamaño. El verde de la bandera representa las fértiles tierras, y el rojo la sangre indígena y de los héroes de la patria derramada en el municipio.
La letra del himno fue compuesta por Luis Eduardo Moreno Camacho, escritor y poeta facatativeño. La música fue creada por Ricardo Álvares Galvis. El himno sintetiza en diferentes apartados de la historia y la geografía de la región.
Coro
Oh que bello es tu nombre aborigen
oh que bello Facatativá,
avanzada en el fin del plantío,
fortaleza y mansión señorial.
I
Desde el alto Manjuy que vigila
hasta la amplia llanura feraz,
todo canta el amor a la vida,
todo canta el amor a la paz.
II
Eres Fuerte Cercado del Zipa
que del llano fecundo al final,
a las tribus de Chibchas extintas,
diste techo alimento y hogar.
III
Cuànta historia tu tierra cobija,
cuànta luz en tu noche ancestral,
cuànta sangre vertieron tus héroes
en su lucha por la libertad.
IV
Evocamos al gran Tisquesusa
cuyo nombre es un nombre inmortal
evocamos en él a una raza
que fue altiva, valiente y audaz.
V
En las piedras gigantes los Muiscas
con tintura de rojo coral
nos dejaron figuras y signo su mensaje
a la posteridad.
VI
Tierra amada de nuestros abuelos
bella tierra de amor maternal
cada sitio de tu territorio
es la luz, es el canto, es la paz.
VII
En tus fuentes que surcan el valle
con su límpida voz de cristal
un enjambre de peces decora,
la tranquila quietud vegetal.
VIII
En tus campos sembrados de trigo
que ondulantes semejan el mar,
miles de aves entonan sus trinos
y le cantan a la libertad.
IX
Como amamos tus campos, tus bosques,
tus arroyos que cantando van
y tu sol es el sol que nos quema
con el fuego el amor filial.
X
Tierra amada de nuestros abuelos
que nos hacen vivir y soñar:
cada sitio de tu territorio
es la luz, es el canto, es la paz.

### Otros símbolos

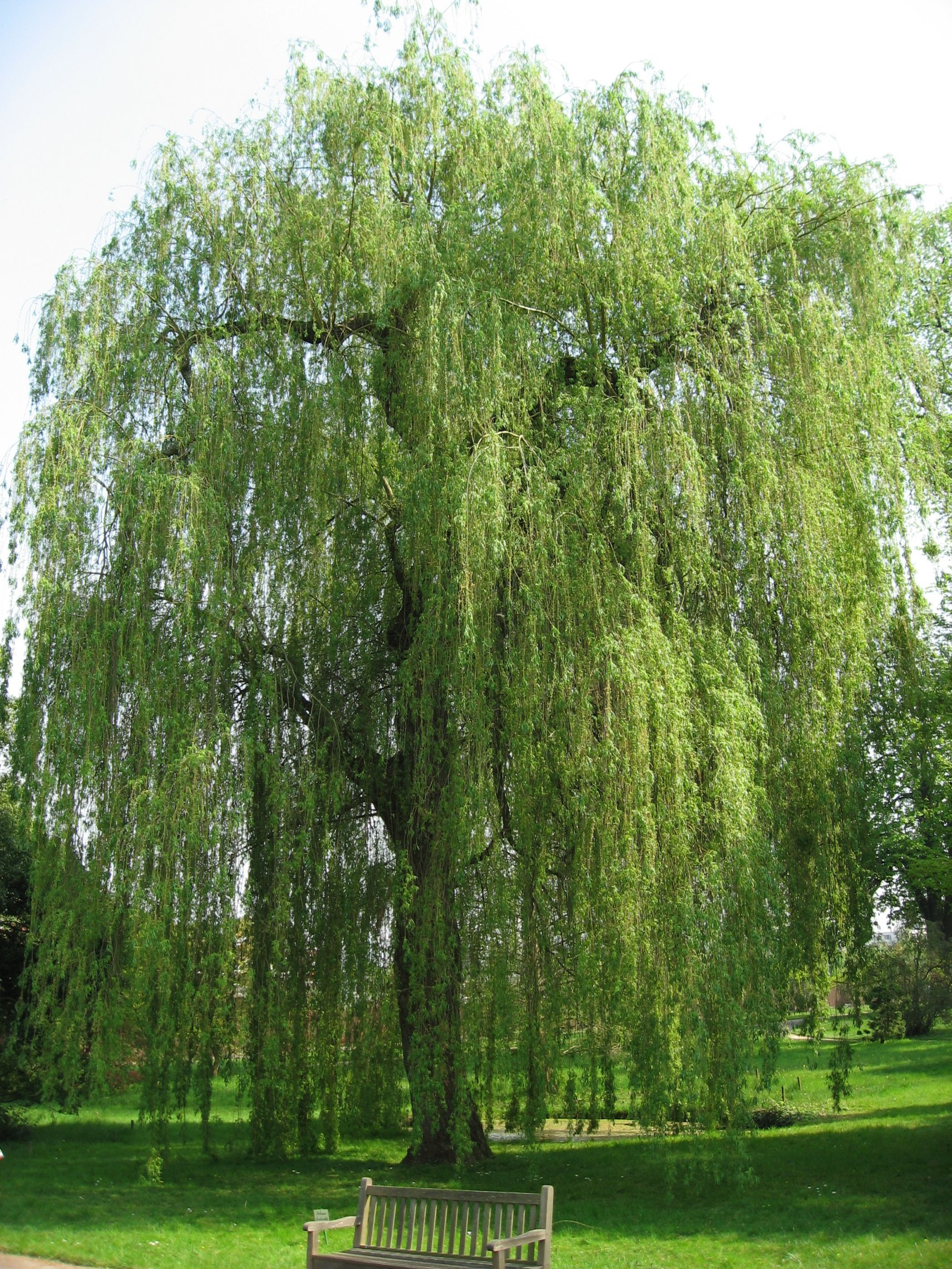
Sauce.

Al igual que en todo el altiplano cundiboyasense, en Facatativá es posible encontrar las tinguas. Sin embargo, estas se han convertido en un símbolo representativo debido a que su tasa de población en los humedales y pantanos es especialmente mayor que la de otras ciudades; además en es posible divisar variedades de ya extintas en otro lugar. Todas las especies se encuentran amenazadas.
La rana facatativeña habitó alguna vez toda la sabana de occidente, sin embargo su hábitat se fue reduciendo lentamente hasta su desaparición total (aún se sospecha de la existencia de unos pocos en su especie). Es perteneciente al mismo género taxonómico de la mayoría de las ranas de la región, sin embargo lleva este nombre debido a su lugar de descubrimiento.
A diferencia de otros sitios de la sabana, Facatativá no tiene como planta insignia al nogal, sino al sauce. Esto se debe a que esta planta prolifera en cercanía del agua, y se le utiliza para la recuperación de las aguas subterráneas. El salix humboldtiana es la única especie de sauce que se encuentra de manera natural en Suramérica, por ende, la re-forestación se realiza con él, para no introducir especies no nativas.
Los petroglifos son uno de los mayores captadores de turistas. Durante años, han sido explotados para diversos fines, hasta convertirse en uno de los iconos más memorables del lugar. Se encuentran grabados en los diversos Parques Arqueológicos. Hoy día, se ha creado un equipo de búsqueda, identificación e interpretación de estas pinturas que normalmente son hechas de pinturas naturales de color rojo. Fueron creados por los muiscas que conmemoraban sus ceremonias o quizá relataban sus historias en las gigantes rocas. A pesar de poder ser hallados en diversos lugares del país, en Facatativá son especiales por su alto nivel de conservación.

## Economía

### Industria y minería
Cuenta con varias fábricas dentro de la cobertura urbana, pero, a diferencia de otras ciudades, no cuenta con una zona industrial definida ya que estas fábricas se encuentran dispersas en diferentes lugares de la ciudad. Estas son algunas de las fábricas más importantes de la ciudad y su ubicación Yanbal, Alpina, Alimentos Polar, Ecopetrol, Arrocera de la Sabana, Empresa Raza e Inagro.
Los proyectos de organización territorial buscan crear una zona industrial en donde se ubiquen todas las industrias con el fin de apartarlas de las áreas residenciales. Uno de los mayores problemas que presenta este proyecto, es la compra de terrenos para trasladar las compañías, debido a que gran parte del territorio es de protección natural o se encuentra en manos de dueños privados. Igualmente es difícil garantizar que las industrias actuales estén dispuestas a cambiar una propiedad que ya poseen si debiesen de comprar unas nuevas.
Tras las constantes restricciones, la actividad minera se ha reducido. En Facatativá, respecto a la minería, se realizan excavaciones a cielo abierto en busca de tierras aptas para la construcción. También tienen pertinencia las actividades realizadas por Ecopetrol, aunque se estudia la prohibición total de la minería.

### Agricultura y ganadería
En las zonas rurales, se presenta una alta tasa de agricultura. Facatativá es reconocida por la producción de papa o patata (solanum tuberosum) y trigo, sin embargo, existen grandes cultivos de fresa y maíz, así como de legumbres y otros tubérculos. Desde la ciudad parten diariamente camiones cargados con alimentos hacia Bogotá.
Facatativá cuenta con una enorme cantidad de empresas dedicadas a la floricultura (popularmente se les conoce como "floras"), esta actividad, es quizá, la que más ciudadanos emplea. La floricultura es común por el alto grado de fertilidad de sus tierras, pero, por otro lado, la excesiva cantidad de cultivos de flores ha generado la pérdida de las aguas subterráneas e incluso la erosión de las tierras.
Al estar la mayoría de los espacios protegidos, urbanizados o sembrados, no hay un espacio relevante para la ganadería en Facatativá, aunque en los cerros del borde sur, se presentan altas tasas de producción de leche.

### Comercio
La ciudad de Facatativá es altamente comercial. Aunque su zona comercial tradicional se encuentra principalmente en los sectores de Centro y Chapinero, es fácil encontrar comercio a lo largo de la misma.
Facatativá, desde los primeros años de colonia, ha sido un gran puerto de compras debido a su posición estratégica entre la capital y el río Magdalena. Normalmente resalta su plaza de mercado abarrotada de toda clase de productos agrícolas, sin embargo, estos productos se encuentran en diferentes centros comercialización alrededor de dicha plaza.
También cuenta con una serie de centros comerciales que en los últimos años han destacado por su gran variedad de productos y economía en sus precios, atrayendo a visitantes de lugares aledaños.
En años recientes, se ha intentado sectorizar al comercio para la facilidad de personas al momento de sus compras. Esta medida ha venido funcionando de manera positiva aunque en ocasiones es posible ver comercio de una clase en el sector de otra.

### Cámara de Comercio de Facatativá
La Cámara de Comercio de Facatativá es una institución privada sin fines de lucro que se encarga de administrar los registros mercantiles de las empresas y sociedades que se crean en el Noroccidente de Cundinamarca. Otorga formalidad a la actividad económica y crea alianzas para la formación de empresas.
En la Jurisdicción La Cámara de Comercio de Facatativá se encuentran los municipios de: Facatativá, Bojacá ,El Rosal, Funza, Madrid, Mosquera ,Subachoque, Zipacón, Albán,La Peña,La Vega, Nimaima, Nocaima, Quebradanegra, San Francisco, Sasaima, Supatá, Útica, Vergara, Villeta, Anolaima, Cachipay, San Juan de Rioseco, Chaguaní, Vianí, Bituima, Guayabal de Síquima, Beltrán, El Peñón, La Palma, Pacho, Paime, San Cayetano, Topaipí, Villagómez, Yacopí, Caparrapí.

## Transporte

### Corredores Ferroviarios
En Facatativá confluían dos de los más importantes sistemas férreos de la nación. Los Ferrocarriles de la Sabana de Bogotá, comúnmente conocido como el Tren de la Sabana, es el grupo de ferrocarriles que se localizan en la región geográfica de la Sabana de Bogotá. Prestó servicios de transporte ferroviario desde 1889 entre las poblaciones del área metropolitana de Bogotá y el Ferrocarril de Girardot Su construcción, que buscaba comunicar Bogotá con el río Magdalena, fue autorizada en 1873 e iniciada por el ingeniero Francisco Javier Cisneros en 1881. En 1888 la línea llegó hasta Apulo y su prolongación fue difícil por la carencia de recursos económicos. Hubo que esperar hasta 1895 para la reanudación de su construcción que se extendió sólo 10 km en doce años. Finalmente, en 1909 llegó a Facatativá y allí empalmó con el Ferrocarril de La Sabana. De esta manera se eliminó la mula en la cadena de transporte entre la Costa y Bogotá: se tomaba el tren de Puerto Colombia a Barranquilla, vapor de río hasta La Dorada, tren hasta Ambalema, vapor hasta Girardot y dos trenes más hasta Bogotá. Fue incorporado en 1953 a los Ferrocarriles Nacionales.

### Ferrocarril de Girardot

#### Facatativá - Girardot
La construcción del Ferrocarril de Girardot, el primero que uniría la capital con el río Magdalena duró 30 años: en 1881 el ingeniero cubano Francisco Javier Cisneros es contratado por el gobierno para llevar a cabo la construcción de la vía férrea que sacaría a la capital de su aislamiento. El corredor férreo de Facatativá a Girardot, paso obligatorio de todo tráfico hacia la capital, se convierte entre 1910 y 1970 en el más grande atractivo turístico del centro del país, así como en el ferrocarril más importante del territorio colombiano, con cientos de pasajeros e inmensos volúmenes de carga transportados diariamente. El ferrocarril llegó a tener para su funcionamiento un total de 80 máquinas de vapor hasta su incorporación a los Ferrocarriles Nacionales en 1953.

### Ferrocarril de la Sabana

#### Estación de ferrocarril El Corzo
Estación del ferrocarril, declarada patrimonio material inmueble mediante decreto 746 24IV-1996, Pertenece al conjunto patrimonial de orden Nacional de las Estaciones de Pasajeros del Ferrocarril en Colombia. Siglo XIX - XX, Esta será la segunda estación del Tren de Cercanías de la Sabana de Bogotá ubicada en Facatativá, también servirá para dar conexión al servicio a los habitantes de Bojacá.

#### Estación de ferrocarril El Cruce
Estación del ferrocarril (Inmueble Desaparecido), declarada patrimonio material inmueble mediante decreto 746 24IV-1996, Pertenece al conjunto patrimonial de orden Nacional de las Estaciones de Pasajeros del Ferrocarril en Colombia. Siglo XIX - XX. En la actualidad el inmueble no existe, se dejó venir a piso, no se le realizó ningún tipo de intervención para su recuperación y por acción de diversos factores como el clima se destruyó.
Debido a su desaparición por el deterioro, se puede señalizar y colocar una placa que indique el inmueble que existió y la representatividad que tuvo en la historia.

#### Estación de ferrocarril de Facatativá
Estación del ferrocarril, declarada patrimonio material inmueble mediante decreto 746 24IV-1996. Pertenece al conjunto patrimonial de orden Nacional de las Estaciones de Pasajeros del Ferrocarril en Colombia. Siglo XIX - XX. Debido a que el inmueble fue destruido y construido de nuevo, perdió su infraestructura original, por lo tanto la declaratoria existente de la misma manera.

#### Estación de ferrocarril Manzano
Estación del ferrocarril, declarada patrimonio material inmueble mediante decreto 746 24IV-1996, Pertenece al conjunto patrimonial de orden Nacional de las Estaciones de Pasajeros del Ferrocarril en Colombia. Siglo XIX - XX. En la actualidad el inmueble se encuentra deteriorado, habitado por una familia, requiriendo una intervención inmediata para su recuperación.

### Urbano
Dentro de la cobertura urbana, los habitantes se movilizan por medio de colectivos para llegar a su destino. Sin embargo, por el tamaño del casco urbano, cada vez aumenta la demanda del uso de este servicio, aunque solo tienen permitido prestar este servicio tres empresas de vehículos. El servicio de colectivos urbanos presenta un terminal dentro del sector del terminal unificado. Igualmente, planea la construcción de un terminal unificado ya sea en el lugar en que reside actualmente o a las afueras de la ciudad.
La ciudad también cuenta con el servicio de taxis que prestan dos de las mismas compañías de colectivos.

### Veredal
Las empresas que prestan el servicio urbano (Transhycatá S.A., Auto Faca S.A., Transvilletax S.A.), son las encargadas de prestar el servicio de rutas veredales junto a una compañía de servicio intermunicipal (Transportes Galaxia S.A.). Estas rutas no tienen un servicio constante, sino que parten en pocos horarios al día.

### Intermunicipal
El Tren de Cercanías de la Sabana de Bogotá que conectará a Bogotá con los municipios de Facatativá, Madrid, Funza y Mosquera, tendrá un trazado de 39,6 kilómetros y 17 estaciones, operará con trenes eléctricos 100%, tendrá una capacidad de 884 pasajeros con una frecuencia de cada 12 minutos entre Faca y Madrid y de 4 minutos entre Madrid y Bogotá. La rapidez de la construcción se debe a que las vías férreas ya existen y están en muy buen estado, y solo hacen falta unas modificaciones al corredor y la construcción de los vagones. Se espera que esté conectado en Bogotá con TransMilenio, además se terminó la construcción de la ampliación del corredor vial de la calle 80 en la Autopista Medellín.
Igualmente, por otro lado, la ciudad cuenta con un sistema de transporte a las demás ciudades de la Sabana de Occidente, otras de Cundinamarca, Tolima, Antioquia, Caldas y la Costa Atlántica Colombiana. Por el pequeño tamaño del terminal actual, los servicios que se dirigen a destinos fuera de Cundinamarca, se han visto obligados a embarcar y desembarcar fuera del mismo.

## Educación
La educación no es dependiente de la Secretaría de Educación de Cundinamarca. La educación es municipal, es decir, que depende exclusivamente de los criterios de su propia secretaría ya sea en cuanto a recursos, elección de delegados o reglamento.

### Colegios
Cuenta con 11 instituciones de educación pública. Al ser dependientes del municipio estos llevan en su nombre la sigla IEM (Institución Educativa Municipal). Estos son las IEM Agropecuaria Juan XXIII, Agropecuaria Policarpa Salvarrieta, I.E.M.T.E Cartagena, Comercial Santa Rita, Emilio Cifuentes, John F. Kennedy, La Arboleda, Manablanca, Manuela Ayala de Gaitán, Silveria Espinosa de Rendón y Técnico Industrial. 
Entre los colegios privados están el tradicional Colegio Seminario San Juan Apóstol, Colegio Santa María de la Esperanza, Colegio Liceo Campestre Facatativá (sede rural y sede urbana), Colegio Liceo Femenino Nuestra Señora del Pilar, Colegio Liceo Pestalozziano, Colegio Liceo Psicopedagógico, Colegio Mayor de Cundinamarca, Colegio Mayor de Occidente, Colegio Libertador, Colegio Integrado Campestre Colombia Hoy, Colegio Empresarial Los Andes, Colegio Nuevo Liceo Grancolombiano y Colegio Mundo Joven.

### Universidades
Las universidades en Facatativá se han caracterizado en ofrecer programas similares, ya que a pesar de que la comunidad universitaria es cada vez mayor, no se logra una cantidad suficiente de estudiantes para cubrir los costos de una mayor variedad de programas.
La mayor parte de las instituciones de educación superior se encuentran ubicadas en edificios públicos pertenecientes a la administración municipal, lo que no ha permitido en muchos casos la integración de una gran cantidad de estudiantes, sin embargo, Facatativá es foco de estudios superiores con una alta tasa de individuos de municipios aledaños (en ocasiones los oriundos de estos municipios son mayoría debido a que varios facatativeños deciden estudiar en la capital).
Entre sus universidades y entidades de estudios superiores están la UNAD, la Universidad de Cundinamarca, la Universidad Santo Tomás, la Corporación Universitaria Minuto de Dios, la Universidad Francisco de Paula Santander, la Fundación Universitaria San Martín, la Universidad Antonio Nariño, la Universidad Nacional de Colombia, la Escuela Normal Superior, el Sena, la Universidad de Pamplona,la Uniagraria y la Universidad Cooperativa de Colombia.

## Salud
Facatativá cuenta con diversos hospitales y clínicas como el Hospital San Rafael de Facatativá, situado cerca de la avenida Principal.

## Deporte

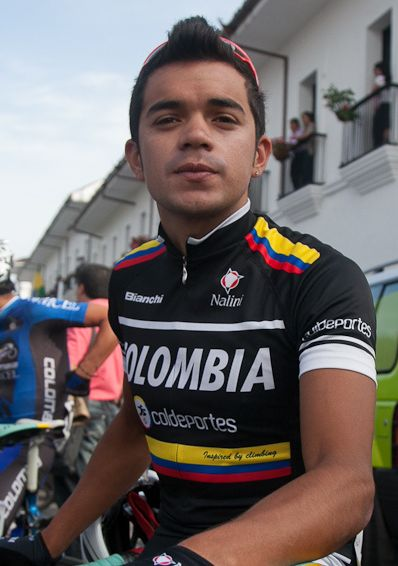
Fabio Duarte.

Facatativá posee lugares especiales de deporte. Uno de ellos es el polideportivo, que cuenta con pista de patinaje, cancha de fútbol, cancha de tenis, cancha de Voleibol, cancha de basquetbol, cancha de futsal, pista de bolos entre otros.
También posee un Coliseo, donde se cumplen diversos enfrentamientos deportivos de basquetball, FutSal y Patinaje, principalmente. Su estadio de fútbol se encuentra a las afueras de Facatativá. También se encuentra la Villa Olímpica la cual cuenta con distintos espacios de entretenimiento tales como las del polideportivo. Finalmente, en el 2015, se inauguró un parque para practicar deportes extremos en terrenos junto al estadio municipal, también los grandes parques en nuestra ciudad. Entre sus deportistas destacados se encuentra el ciclista Fabio Duarte.

## Cultura
Actualmente cuenta con Escuelas de Formación Musical en diferentes campos, Banda Sinfónica, Orquesta Filarmónica, Banda Fiestera, tuna, estudiantina y distintos ensambles instrumentales. Algunas de sus bandas son popularmente conocidas en su medio por algunos de sus logros conseguidos en los últimos años.
En los últimos años, Facatativá se ha convertido en un importe escenario de la literatura de Cundinamarca. En su escritura, destacan los temas relacionados con las culturas aborígenes (entre los escritores más renombrados) y los relacionados con la ilogicidad del mundo (entre escritores más jóvenes).
A partir de 2012, en la ciudad se lleva al cabo un encuentro de escritores cerca de la finalización de cada año. El encuentro se encuentra marcado por la alta presencia de escritores colombianos que en su mayoría tienen una relación con las culturas indígenas. Por otro lado, otorga una posibilidad de contacto con escritores internacionales (en su mayoría latinoamericanos) diferente a las ferias realizadas en las grandes ciudades del país.
El pintor Carlos Rojas González nació en Facatativá, lo mismo que el escritor y periodista Abelardo Forero Benavides, que ejerció en los diarios El Espectador y El Liberal, y dirigió la Revista Sábado. 

## Religión
Facatativá, al igual que la mayoría de lugares en Colombia, mantiene una tradición de cristianismo, y más precisamente del catolicismo siendo sede de la diócesis de Facatativá. La Diócesis de Facatativá (en latín: Dioecesis Facatativensis) es una jurisdicción eclesiástica de la Iglesia católica en Colombia, con sede en el municipio del mismo nombre, y hace parte de la provincia eclesiástica de Bogotá.
La diócesis fue erigida el 16 de marzo de 1962 por el Papa Juan XXIII. Su territorio comprende los municipios de Albán, Bojacá, El Rosal, Facatativá, Funza, Guayabal de Síquima, La Vega, Madrid, Mosquera, Nimaima, Nocaima, Quebradanegra, San Francisco de Sales, Sasaima, Subachoque, Supatá, Tabio, Tenjo, Útica, Vergara, Villeta y Zipacón, es decir, gran parte de la porción occidental del departamento de Cundinamarca.  
Pero, otras religiones basadas en el cristianismo tienen bastante acogida entre muchos pobladores de la ciudad, tales como  protestantes. Además cuenta con un reducido número de personas pertenecientes a otras religiones como la Musulmana y el Budismo, principalmente.

## Turismo

### Caminos Reales
Algunos de los caminos reales fueron trazados sobre los senderos precolombinos utilizados por los primeros pobladores como medio de comunicación, comercialización y trueque de productos. Ya empedrados, sirvieron para el tránsito de caballos, bueyes y recuas de mulas cargueras, facilitando e impulsando el desarrollo de un nuevo orden social cuya fortaleza se da en los centros poblados en el camino de Honda a Santa Fe de Bogotá.

##### Camino Real a Anolaima
El que conduce a Anolaima es quizá el camino real más emblemático de Facatativá, debido a la alta frecuencia con que se encuentra fauna típica de la región y por la arquitectura antigua pero conservada de algunos de sus puentes. Es un camino empedrado de más de 23 kilómetros que presenta una gran altura sobre el nivel del mar y en el cual se ha llevado al cabo el paisajismo

##### Camino Real a Zipacón
El que lleva a Zipacón se encuentra totalmente empedrado y conserva su estructura natural desde la colonia. Durante su recorrido de 11 kilómetros es posible divisar únicamente flora. El de La Vega tiene menos de 12 km que presenta un alto grado de paisajismo. Su flora es abundante pero no su fauna.

##### Camino antigua vía Férrea a Mancilla
Camino donde se encontraba antiguamente la vía férrea que recorría la estación antigua ubicad en Facatativá hasta las minas de Carbón, la antigua vía férrea dio paso a la actual vía carreteable, se encuentran cultivos de fresas, arveja, papa y ganadería, también se encuentra una roca con pictogramas indígenas de gran importancia cultural, la vía ha servido para el desarrollo de la zona, ya que es el acceso principal a la vereda Mancilla, en la actualidad es una vía sin pavimentar pero que se mantiene en buenas condiciones para el tránsito, sin embargo su estado original se ha perdido por la construcción de la vía carreteable.

##### Camino Real La Selva
Camino real construido en la época de la Colonia, comunica el municipio de Facatativá con la región del Gualivá. El municipio posee 9,6 km de jurisdicción sobre el camino real, el cual se conserva en su estado natural en algunos tramos, en otros ha sido absorbido por la naturaleza, se encuentra rodeado de flora y fauna típica de bosque alto andino, donde se encuentran algunas especies de pájaros y mamíferos. En la actualidad el camino es utilizado por algunos campesinos y los fines de semana por grupos de caminantes.

##### Camino Real San Rafael
Camino real construido en la época de la Colonia, comunica los municipios de Facatativá y Sasaima. El municipio posee 4,5 km de jurisdicción sobre el camino real, el cual se conserva en su estado natural en algunos tramos, en otros ha sido absorbido por la naturaleza, se encuentra rodeado de flora y fauna típica de bosque alto andino, donde se encuentran algunas especies de pájaros y mamíferos. En la actualidad el camino es utilizado por algunos campesinos y los fines de semana por grupos de caminantes.

##### Camino Real Facatativá-Albán
Camino real que comunica los municipios de Facatativá y Albán (Cundinamarca), Construido en la época de la Colonia. El municipio posee 2,5 km dentro de su jurisdicción, se encuentra rodeado de naturaleza típica de bosque alto andino, y fauna característica de la Zona, posee un tramo de aproximadamente 500 m paralelo al Poliducto, fue restaurado hace 3 años, con recursos provenientes de la Gobernación de Cundinamarca.

### Parque Arqueológico
Las piedras del parque arqueológico de Facatativá se encuentran en un antiguo lago glacial, y que las rocas yacen lejos de la mesa original hundidas y, fueron colocadas más allá y apiladas por la acción de las olas y el transporte de las sedimentación del lago. 
Popularmente se las conocía como Piedras de Tunja, nombre que se explica le fue dado al lugar por deformación del vocablo Hunza (sede del gobierno muisca), también se dice que se debe a la inspiración "Roca de Tunja" puesta en una de las piedras por la expedición militar de [José de Rojas Acosta], que proveniente de Tunja allí acampó en 1739. En el parque se han realizado investigaciones para descifrar las incógnitas que despierta el lugar. En 1950 una comisión cubana analizó los pictogramas que se observan en las rocas y las fueron marcando con números.
La formación geológica del sitio es de grandes bloques de piedra a manera de cornisa, que formaron en tiempos remotos las orillas del antiguo lago que cubría gran parte de la Sabana de Bogotá, rocas que dejaron abrigos y laberintos que fueron utilizados como sitios de vivienda por parte de los indígenas. Los promontorios que forman afloramiento de los estratos son planos en la parte superior, constituyendo terrazas labradas por el antiguo lago, se produjeron costras limolíticas laberínticas, cuando quedaron libres de las aguas y fueron expuestas a la intemperie.
En el 2013 el gobierno municipal cedió una concesión a la Universidad Nacional para la restauración de los pictogramas, a través de la limpieza del polvo acumulado por años y la eliminación de pinturas realizadas por vándalos. Este proceso se extendió hasta el año 2014 y como resultado los pictogramas muiscas permanecen en un estado casi original; también, dicha limpieza descubrió nuevos pictogramas de los que no se tenía conocimiento. De igual modo, se le permitió a la Universidad Nacional realizar excavaciones arqueológicas que hicieron importantes descubrimientos de vestigios que podrían ser los más antiguos de la presencia del hombre en el territorio colombiano. Se planea la construcción de un museo para almacenar los hallazgos y evitar su traslado a la ciudad de Bogotá.
El 1 de mayo de 2017 se estrelló una avioneta en el cerro Manjuy, dejando ocho víctimas fatales, procedente de la base militar de Tolemaida (Melgar, Tolima) que se dirigía al aeropuerto Guaymaral.

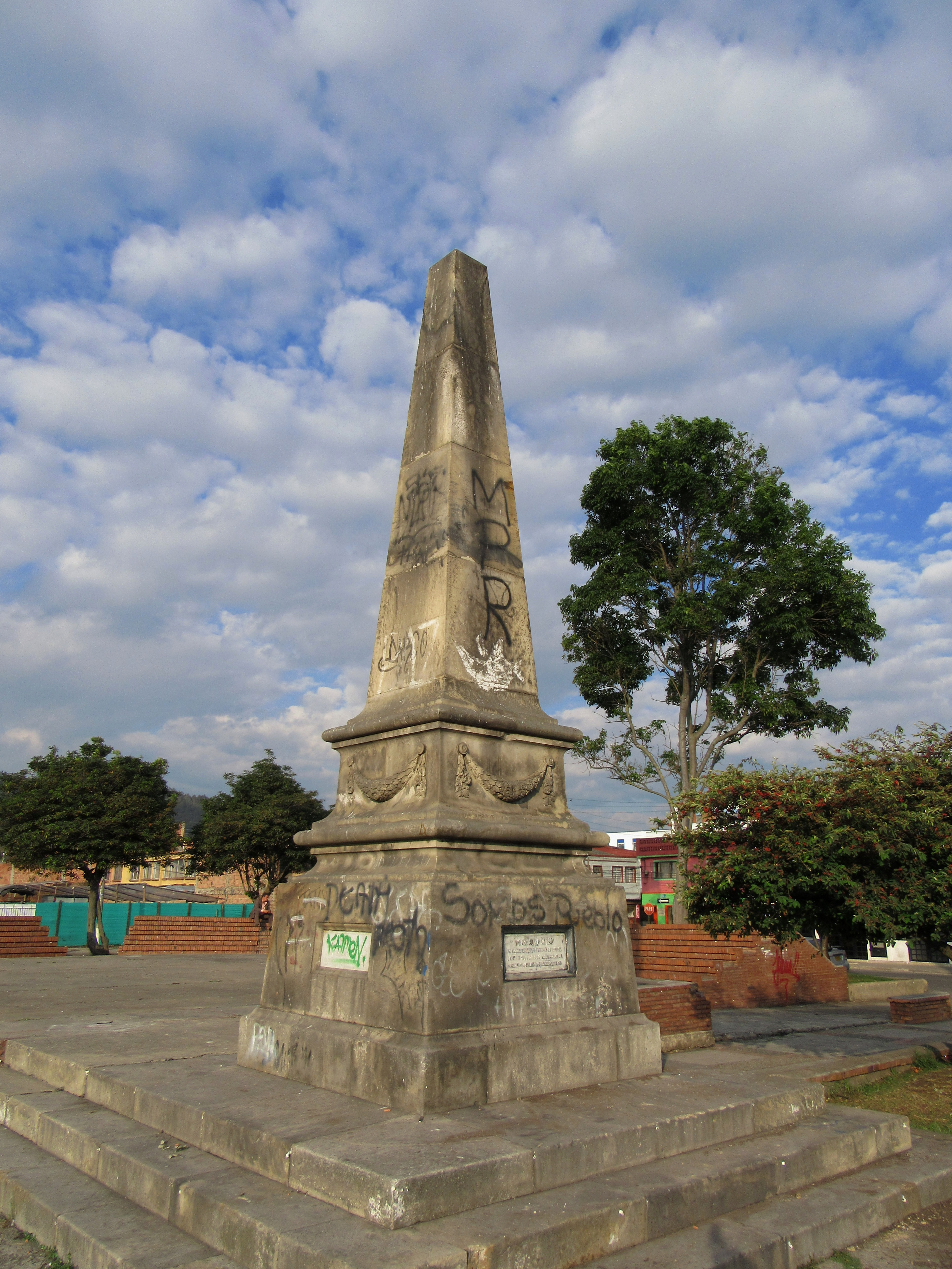
Obelisco ubicado en el parque Santander

### Otros sitios de interés
El cerro de Manjuy es la montaña más alta de la Sabana de Bogotá. Desde su pico es posible tener una panorámica casi completa de la ciudad. Así mismo, su costado sur se encuentra cubierto por bosques que se extienden hasta el municipio de Zipacón. Uno de los elementos más representativos de este cerro son las torres repetidoras que se utilizan como elementos para las telecomunicaciones de la región. Así mismo, en su costado sur, es posible encontrar humedales, flora y fauna propias de la región. El 1 de mayo de 2017 un avión militar se estrelló en ese cerro dejando 8 víctimas fatales, según expertos de la aeronáutica el accidente fue parecido al Vuelo 2933 de LaMia que se estrelló en el cerro Gordo el pasado 28 de noviembre de 2016 en el departamento de Antioquia.
El Alto de la Tribuna, ubicado en los límites de Facatativá y Albán constituye un alto cerro que permite una amplia vista del Valle del Magdalena en horas de la madrugada y con el cielo despejado. Así mismo, el paisaje, hoy plantado de eucalipto, contiene una de las mayores reservas de fauna, pudiéndose encontrar en los bosques cercanos tigrillos y perezosos, entre otros animales. Cerca a este alto, también, tienen nacimiento diversas de las cuencas.

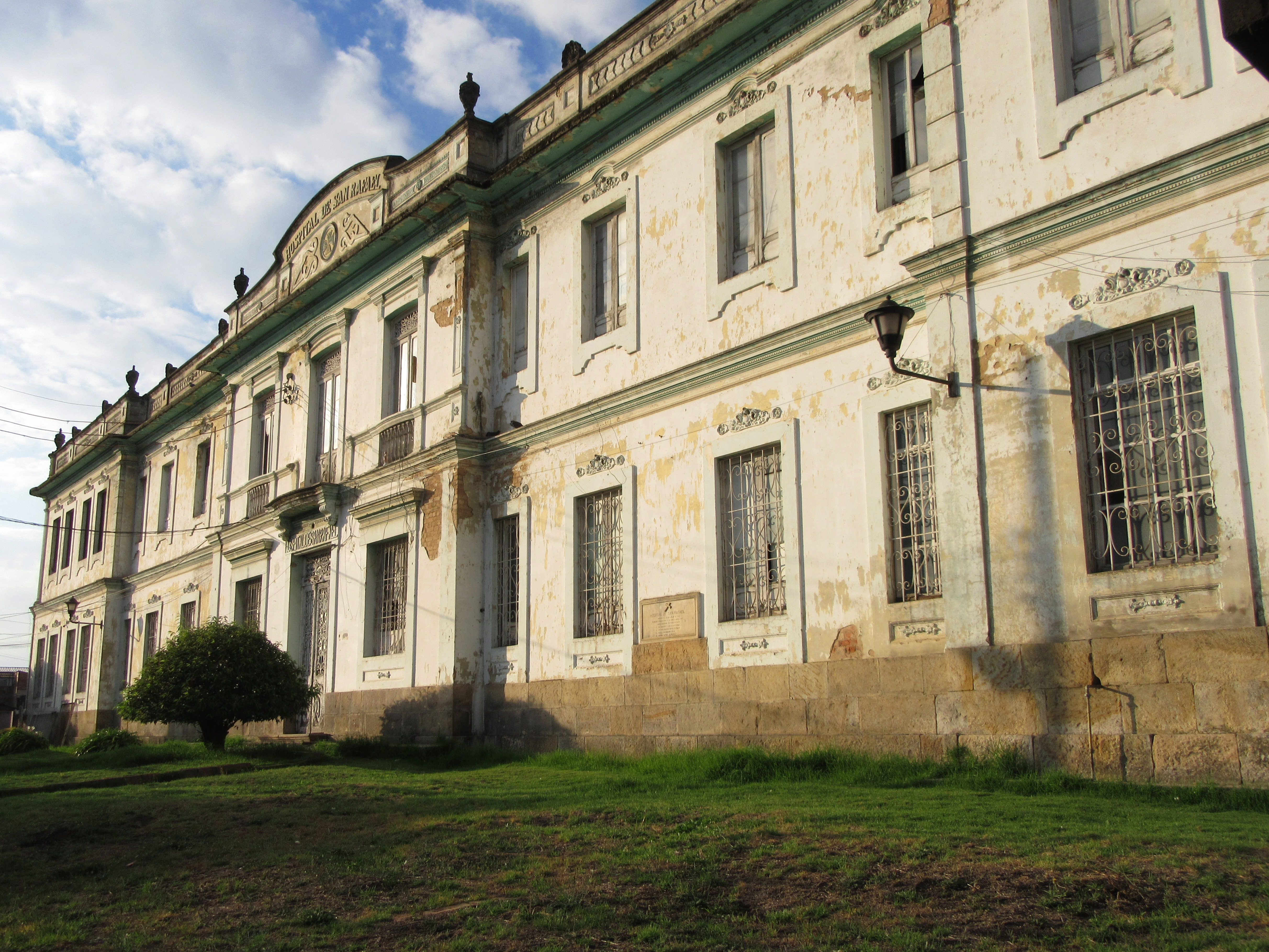
Fachada del Antiguo Hospital San Rafael.

La Villa Olímpica está ubicada en el occidente de la ciudad. Es la más grande de la provincia de Sabana de Occidente. Tiene instalaciones para un amplio número de deportes y permite una vista a diferentes áreas verdes. 
Hoy preservado como Monumento Nacional, el antiguo Hospital San Rafael permanece junto a su par actual.
El parque de las Ferias alberga un pabellón conocido como el Palacete. Este parque, además de contrastar entre el antiguo y el actual, permite un área de esparcimiento exclusiva para los niños, contando con diferentes atracciones.
La plaza o parque Santander es conocido por haber sido la primera plaza Principal de la ciudad. Más tarde, en conmemoración a quienes fueron fusilados en esta plaza en manos del ejército colonial español, se le nombró como plaza de los Mártires. No obstante, tras renovaciones en su infraestructura, se construyó su emblemático obelisco en nombre de los mártires y se le renombró como parque Santander.
El parque Tisquesusa albergó la estatua de Tisquesusa que fue desmontada tras su deterioro a manos de jóvenes. Contiene una zona arborizada con sauces y un pequeño parque infantil que también ha sufrido el actos de vandalismo. El parque Lineal las Tinguas es uno de los más recientes, constituye un parque lineal que se extiende a lo largo de las calles 13 y 14 desde la carrera 4 hasta la carrera 13. El parque Santa Rita se encuentra ubicado en el céntrico barrio Santa Rita, este parque cuenta con una combinación de espacios verdes, de esparcimiento y deportivos.
El Planetario y Observatorio Astronómico dentro del Colegio Empresarial los Andes de Facatativá abierto para todas las personas.

## Servicios públicos
- Energía Eléctrica: Enel, es la empresa prestadora del servicio de energía eléctrica.
- Gas Natural: Vanti es la empresa distribuidora y comercializadora de gas natural en el municipio.
- Agua: Empresa de Aguas de Facatativá es la que presta los servicios públicos domiciliarios de Acueducto, Alcantarillado y Aseo del municipio.